# Manuel José Godoy
Manuel José Godoy (San Juan, 1845 - íd., 11 de agosto de 1920) fue un político argentino, gobernador de la provincia de San Juan entre 1905 y 1907.

## Biografía
De profesión escribano público, ocupó varios cargos en los gobiernos de la provincia de San Juan. Había sido Ministro de Gobierno del gobernador Alejandro Albarracín, diputado provincial y presidente del Banco de la Provincia de San Juan.
En 1905 triunfó en las elecciones para gobernador como candidato de una alianza entre El Partido Constitucional, el Partido Democrático y el club Unión Nacional, todas ellas fracciones locales del Partido Autonomista Nacional. Fueron sus ministros Darío Quiroga, en Gobierno, y Manuel José Godoy (hijo), en Hacienda.
Pero los aliados de Godoy consideraron que el gobernador no cumplió sus promesas preelectorales, de modo que el Partido Constitucional, junto con algunos aliados, formaron el Partido Popular, dirigido por Carlos Sarmiento. Esta oposición se lanzó a una virulenta campaña periodística contra el gobernador, a través de los periódicos La Provincia y El Orden, llamando abiertamente a la rebelión contra el gobierno.
De modo que el gobernador se apoyó en la ayuda que le pudiera prestar su pariente, el general Enrique Godoy, ministro de Guerra de la Nación.
A principios de 1907, apoyado por jóvenes profesionales, entre ellos el después gobernador Victorino Ortega, Sarmiento preparó una revolución y repartió armas entre sus partidarios, además de traer desde Buenos Aires a un grupo de voluntarios uruguayos.
En la madrugada del 7 de febrero estalló una sangrienta revolución, que tomó el control de la Casa de Gobierno y el cuartel de la Policía, aunque fracasaron en tomar la cárcel de la ciudad y la imprenta del diario oficialista La Ley. Cuando demostraron estar dispuestos a cualquier cosa, incendiando la Escuela de Varones, el gobernador terminó por rendirse. Tras varias horas de disparos, se habían producido dieciséis muertos.
El gobierno fue ocupado por un triunvirato formado por el coronel Sarmiento, y los abogados Saturnino de Oro y Juan Luis Sarmiento; este último había sido vicegobernador de Anacleto Gil hasta 1884, cuando fue expulsado de su cargo por participar en una revolución contra el gobernador.
Al día siguiente, por orden de Benito Villanueva —senador nacional y presidente interino de la Nación— ordenó al coronel Ramón A. González, jefe del Batallón de Infantería N° 4, con sede en San Juan, hacerse cargo del gobierno. Una semana más tarde, el gobierno nacional envió a San Juan una intervención federal a cargo de Cornelio Moyano Gacitúa, ministro de la Corte Suprema de Justicia de la Nación Argentina. Como la revolución resultaba útil al presidente José Figueroa Alcorta para sus planes de reestructurar el oficialismo en todo el país, el interventor se negó a reponer a Godoy en el mando y convocó a elecciones, en las cuales se presentaron el coronel Sarmiento y el hijo de Manuel José Godoy, también llamado Manuel; triunfó Sarmiento por 5178 votos contra 18; diez días más tarde, Manuel Godoy hijo se suicidó.
La muerte de su hijo afectó gravemente al exgobernador Godoy, que pasó sus últimos años encerrado en su casa, hasta su fallecimiento en 1920.